# Will Thomas
Pour les articles homonymes, voir Thomas (nom de famille).
Will Thomas, né le 1er juillet 1986, à Baltimore, dans le Maryland, est un joueur américain de basket-ball, naturalisé géorgien. Il évolue au poste d'ailier fort.

## Biographie
Lors de la saison 2018-2019, Thomas remporte l'EuroCoupe avec Valence et est nommé MVP des finales.
En août 2019, Thomas signe un contrat sur deux saisons avec le Zénith Saint-Pétersbourg.
En juillet 2021, Thomas reste en Russie et s'engage pour une saison avec l'UNICS Kazan. Mais en septembre 2021, Will Thomas quitte l'UNICS Kazan sans y avoir joué puis s'engage avec l'AS Monaco pour la saison 2021-2022,.
En juillet 2022, Thomas retourne à l'Unicaja Málaga, club espagnol de première division.

## Palmarès
- Vainqueur de l'EuroCoupe 2018-2019
- MVP des finales de l'EuroCoupe 2018-2019
- Champion d'Espagne 2017
- Coupe de Géorgie 2012
- Supercoupe d'Espagne 2017
- MVP du championnat de Belgique 2010